# 郑得山
郑得山，山西洪洞人，中华人民共和国政治人物。
1949年任太岳军区霍县县长，后随长江支队南下到达福建，任连江县人民县政府县长。